# Прокламация хорватско-румынско-словацкой дружбы

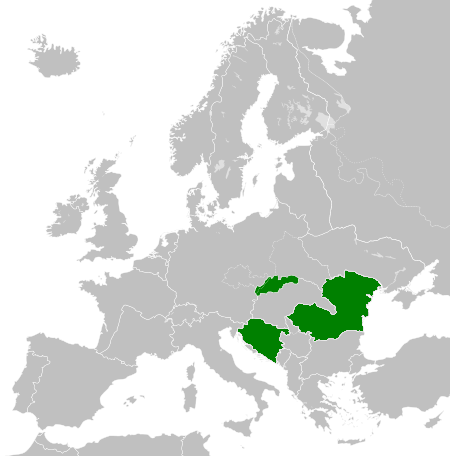
Румыния,Хорватия и Словакия в 1942 году

Во время Второй мировой войны, совместная прокламация дружбы была создана между Королевством Румыния, Независимым государством Хорватия и Словацкой Республикой против дальнейшей венгерской экспансии. Маршал Румынии Ион Антонеску занимался внутренней дипломатией Оси и создал альянс в мае 1942 года. Альянс был аналогом Малой Антанты.
Позднее в войне словацкие войска и хорватские военно-морские и военно-воздушные части действовали дружно с румынской земли. В июне венгры отреагировали особо вопиющим трансграничным набегом в Турде, недалеко от Коложвара (сегодня Клуж-Напока, Румыния); одно из десяти столкновений в том месяце. Дело зашло слишком далеко для Гитлера, который оказал давление на Антонеску и Миклоша Хорти, чтобы добиться общественного признания того, что Второй Венский Арбитраж является окончательным. 1 августа 1942 года Антонеску объявил, что до окончания войны не будет предъявлять территориальных претензий, но в тайне он не переставал оказывать давление на Гитлера с требованием вернуть Северную Трансильванию.